# لهجة شاوية
اللهجة الشاوية (باللغات الأمازيغية: ⵜⴰⵛⴰⵡⵉⵜ ، تشاويث ، Tacawit) هي لغة زناتية أمازيغية يتحدث بها السكان في منطقة الأوراس في شرق الجزائر والمناطق المحيطة بها بالإضافة إلى أجزاء من غرب تونس بما في ذلك باتنة وخنشلة وسطيف وأم البواقي وسوق أهراس وتبسة والجزء الشمالي من بسكرة. ترتبط ارتباطًا وثيقًا باللهجة الشناوية في وسط الجزائر.
يطلق شعب الشاوية على لغتهم بالأمازيغية (تشاويث)، ويقدر عدد الناطقين بها بين 1.4 إلى 3 مليون شخص.

## الانتشار الجغرافي
تنتشر الشاوية الأمازيغية بالأساس في إقليم الأوراس (الذي يضم ولايات باتنة وأم البواقي وخنشلة وتبسة) وبنسبة أقل في ولايات سوق أهراس وسطيف وبسكرة.
تعمل حاليا العديد من الجمعيات الثقافية في باتنة، عاصمة الملكة دايا (آريس) والأميرة فاطمة الشقراء (مروانة) وسيداس بعمق أوراس النمامشة خنشلة (تازوقاغت)، على الحفاظ على الموروث اللغوي للمنطقة وإعادة إحيائه في ظل انفتاح السياسة الحكومية إزاء المطالب الثقافية للمجموعات الناطقة بالأمازيغية.
تعد بلديات أعراش الجبايلية، أولاد سلام، النمامشة، أولاد رشاش، وأعراش المحمل الكبيرة، أولاد علي بن صابور، أولاد سلطان، السقنية، الحراكتة، وغيرها من المكونات أهم الناطقين بالشاوية، على الرغم من انتشار العربية في التلفزيون العمومي والإذاعة.[مبهم]
وقد تم افتتاح إذاعات ناطقة بالشاوية في ولايات باتنة وأم البواقي وخنشلة وتبسة في إطار السياسة الحكومية لترقية اللغة الأمازيغية، كما أن الكثير من الفنانين في الأوراس يعملون على الحفاظ على الكلمات الأمازيغية في أغانيهم، أبرزهم: ماسينيسا، علي شيبان، جمال صابري، ميهوب بن عبد السلام، يروش إغونام، ديهيا، مسعود نجاحي، مركوندا. [بحاجة لمصدر]

## مقالات ذات صلة
- الشاوية (أمازيغ)
- منطقة الأوراس

## وصلات خارجية
- البوابة الثقافية الشاوية